# Championnat d'Islande de football 2004
Navigation
Saison précédente Saison suivante
La saison 2004 du Championnat d'Islande de football était la 93e édition de la première division islandaise. Les 10 clubs jouent les uns contre les autres lors de rencontres disputées en matchs aller et retour.
Le KR Reykjavik, double tenant du titre, a tenté de le conserver face aux neuf meilleurs clubs du pays.
C'est le FH Hafnarfjörður qui finit en tête du championnat. Le club remporte le tout premier titre de champion d'Islande de son histoire, après 20 participations à l'Urvalsdeild. Le FH termine devant l'ÍBV Vestmannaeyjar et l'ÍA Akranes. Le champion sortant, le KR, ne se classe que 6e, à 10 points du FH.
En bas du classement, le Vikingur Reykjavik, tout juste promu parmi l'élite redescend immédiatement en 2. Deild tout comme le KA Akureyri.

## Les 10 clubs participants
| \| Reykjavik : · KR - Fram - Fylkir - Vikingur KA Akureyri ÍBK Keflavík ÍA Akranes ÍBV Vestmannaeyjar UMF Grindavík FH Hafnarfjörður \| Clubs participants |
| Reykjavik : · KR - Fram - Fylkir - Vikingur KA Akureyri ÍBK Keflavík ÍA Akranes ÍBV Vestmannaeyjar UMF Grindavík FH Hafnarfjörður                          |

| Club               | Classement 2001 | Stade            | Ville          |
| ------------------ | --------------- | ---------------- | -------------- |
| ÍA Akranes         | 2               | Akranesvöllur    | Akranes        |
| FH Hafnarfjörður   | 4               | Kaplakriki       | Hafnarfjörður  |
| Fram Reykjavik     | 8               | Laugardalsvöllur | Reykjavik      |
| Fylkir Reykjavik   | 6               | Laugardalsvöllur | Reykjavik      |
| UMF Grindavík      | 5               | Grindavíksvöllur | Grindavík      |
| ÍBK Keflavík       | 2. Deild        | Keflavíkurvöllur | Keflavík       |
| KR Reykjavik       | 1               | KR-völlur        | Reykjavik      |
| KA Akureyri        | 7               | Akureyrarvöllur  | Akureyri       |
| ÍBV Vestmannaeyjar | 3               | Hásteinsvöllur   | Vestmannaeyjar |
| Vikingur Reykjavik | 2. Deild        | Laugardalsvöllur | Reykjavik      |

## Compétition

### Classement
Le barème de points servant à établir le classement se décompose ainsi :
- Victoire : 3 points
- Match nul : 1 point
- Défaite : 0 point

| Rang | Équipe               | Pts | J  | G  | N | P  | Bp | Bc | Diff |
| ---- | -------------------- | --- | -- | -- | - | -- | -- | -- | ---- |
| 1    | FH Hafnarfjörður     | 37  | 18 | 10 | 7 | 1  | 33 | 16 | +17  |
| 2    | ÍBV Vestmannaeyjar   | 31  | 18 | 9  | 4 | 5  | 35 | 20 | +15  |
| 3    | ÍA Akranes           | 31  | 18 | 8  | 7 | 3  | 28 | 19 | +9   |
| 4    | Fylkir Reykjavik     | 29  | 18 | 8  | 5 | 5  | 26 | 20 | +6   |
| 5    | ÍBK Keflavík P C     | 24  | 18 | 7  | 3 | 8  | 31 | 33 | -2   |
| 6    | KR Reykjavik T       | 22  | 18 | 5  | 7 | 6  | 21 | 22 | -1   |
| 7    | UMF Grindavík        | 22  | 18 | 5  | 7 | 6  | 24 | 31 | -7   |
| 8    | Fram Reykjavik       | 17  | 18 | 4  | 5 | 9  | 19 | 28 | -9   |
| 9    | Vikingur Reykjavik P | 16  | 18 | 4  | 4 | 10 | 19 | 30 | -11  |
| 10   | KA Akureyri          | 15  | 18 | 4  | 3 | 11 | 13 | 30 | -17  |

|  | Qualifié pour la Ligue des champions 2005-2006 |
|  | Qualifié pour la Coupe UEFA 2005-2006          |
|  | Qualifié pour la Coupe Intertoto 2005          |
|  | Relégation en 2. Deild                         |

### Matchs
| Résultats (▼dom., ►ext.)                                   | FH  | IA  | KA  | IBV | Fram | Fylk | IBK | Vik | Grin | KR  |
| FH Hafnarfjörður                                           |     | 2-2 | 2-2 | 2-1 | 4-1  | 1-0  | 1-1 | 0-0 | 4-1  | 1-1 |
| ÍA Akranes                                                 | 2-2 |     | 2-1 | 2-1 | 0-4  | 1-1  | 2-1 | 0-2 | 0-0  | 0-0 |
| KA Akureyri                                                | 1-2 | 0-5 |     | 0-1 | 0-0  | 0-2  | 1-2 | 0-2 | 1-1  | 3-2 |
| ÍBV Vestmannaeyjar                                         | 1-3 | 0-1 | 4-0 |     | 1-1  | 3-1  | 4-0 | 3-0 | 2-0  | 2-2 |
| Fram Reykjavik                                             | 1-2 | 0-2 | 0-1 | 1-2 |      | 1-1  | 1-6 | 3-0 | 2-1  | 1-0 |
| Fylkir Reykjavik                                           | 1-0 | 2-2 | 0-1 | 1-2 | 1-0  |      | 2-0 | 2-1 | 1-1  | 3-1 |
| ÍBK Keflavík                                               | 0-1 | 0-2 | 1-0 | 2-5 | 1-1  | 4-2  |     | 1-0 | 3-4  | 3-1 |
| Vikingur Reykjavik                                         | 1-1 | 1-4 | 0-1 | 3-2 | 0-0  | 1-3  | 2-3 |     | 1-0  | 1-2 |
| UMF Grindavík                                              | 0-4 | 1-1 | 2-0 | 1-1 | 3-2  | 0-2  | 3-2 | 3-3 |      | 0-0 |
| KR Reykjavik                                               | 0-1 | 1-0 | 2-1 | 0-0 | 3-0  | 1-1  | 1-1 | 2-1 | 2-3  |     |
| - Victoire à domicile - Match nul - Victoire à l'extérieur |     |     |     |     |      |      |     |     |      |     |

## Bilan de la saison
| Tableau d'Honneur                 |                  |
| Compétition                       | Vainqueur        |
| Championnat d'Islande de football | FH Hafnarfjörður |
| Coupe d'Islande de football       | ÍBK Keflavík     |
| Coupe de la Ligue                 | FH Hafnarfjörður |
| Supercoupe d'Islande de football  | ÍA Akranes       |

| Qualifications européennes    |                                 |
| Ligue des champions 2003-2004 | Qualifié                        |
| 1er tour préliminaire         | FH Hafnarfjörður                |
| Coupe UEFA 2005-2006          | Qualifiés                       |
| 1er tour préliminaire         | ÍBV Vestmannaeyjar ÍBK Keflavík |
| Coupe Intertoto 2005          | Qualifié                        |
| 1er tour                      | ÍA Akranes                      |

| Promotion et relégation |                                   |
| Relégués en 2. Deild    | KA Akureyri Vikingur Reykjavik    |
| Promus en 1. Deild      | Valur Reykjavik þrottur Reykjavik |

## Meilleurs buteurs
| # | Buteurs                   | Clubs              | Nb de Buts |
| - | ------------------------- | ------------------ | ---------- |
| 1 | Gunnar Heiðar þorvaldsson | ÍBV Vestmannaeyjar | 12         |
| 2 | Gretar Hjartarson         | UMF Grindavík      | 11         |
| 3 | þorarinn B. Kristjansson  | ÍBK Keflavík       | 10         |
| 4 | Allan Borgvardt           | FH Hafnarfjörður   | 8          |